# Championnats de France d'escalade 2012
Navigation
Édition précédente Édition suivante
En 2012, le championnat de France d'escalade de bloc se déroule à Millau les 30 et 31 mars, et les championnats de France d'escalade de difficulté et de vitesse ont eux lieu à Arnas, dans le Rhône, les 26 et 27 mai.
Ces compétitions couronnent, Mélanie Sandoz et Guillaume Glairon Mondet champions de France d'escalade de bloc, Charlotte Durif et Romain Desgranges champions de France d'escalade de difficulté, et Esther Bruckner et Yoann Le Couster champions de France d'escalade de vitesse.

## Déroulement
Épreuves de bloc
Les épreuves de qualification ont lieu le vendredi 30 mars, et les demi-finales et finales ont lieu le lendemain, le samedi 31. Comme l'année précédente, la salle d'escalade du club Couleur Caillou sert de lieu d'isolement et d'échauffement, tandis que les épreuves se déroulent dans la salle des fêtes.
Épreuves de difficulté et de vitesse
Le Club Vertige, organisateur de la compétition, accueille les concurrents sur le mur du Palais omnisports de l'Escale, les épreuves de qualifications en difficulté et vitesse se déroulant le samedi 26 mai, et les demi-finales et finales de difficulté, puis la phase finale de la vitesse ayant lieu le lendemain, le dimanche 27 mai,.

## Palmarès
Difficulté
| Catégorie | Or                | Argent          | Bronze           |
| --------- | ----------------- | --------------- | ---------------- |
| Hommes    | Romain Desgranges | Manuel Romain   | Thomas Joannes   |
| Femmes    | Charlotte Durif   | Laura Michelard | Julia Chanourdie |

Bloc
| Catégorie | Or                       | Argent         | Bronze          |
| --------- | ------------------------ | -------------- | --------------- |
| Hommes    | Guillaume Glairon Mondet | Sean McColl () | Olivier Hequin  |
| Femmes    | Mélanie Sandoz           | Cécile Avezou  | Mélissa Le Nevé |

Vitesse
| Catégorie | Or               | Argent       | Bronze                 |
| --------- | ---------------- | ------------ | ---------------------- |
| Hommes    | Yoann Le Couster | Bassa Mawem  | Guillaume Moro         |
| Femmes    | Esther Bruckner  | Margot Heitz | Marie Da Silva Tortosa |